# Partecipanti al Giro di Slovenia 2024
Elenco dei partecipanti al Giro di Slovenia 2024.
Il Giro di Slovenia 2024 è stato la trentesima edizione della corsa. Alla competizione presero parte ventitre squadre: sette con licenza UCI World Tour 2024, undici UCI ProTeam e cinque UCI Continental Team.
Accreditati alla partenza 159 ciclisti.

## Corridori per squadra
Nota: R ritirato, NP non partito, FT fuori tempo, SQ squalificato
| Team Jayco AlUla              | Team Jayco AlUla              | Team Jayco AlUla              | Bahrain Victorious     | Bahrain Victorious     | Bahrain Victorious     | Bora-Hansgrohe          | Bora-Hansgrohe          | Bora-Hansgrohe          |
| ----------------------------- | ----------------------------- | ----------------------------- | ---------------------- | ---------------------- | ---------------------- | ----------------------- | ----------------------- | ----------------------- |
| N°                            | Ciclista                      | Clas.                         | N°                     | Ciclista               | Clas.                  | N°                      | Ciclista                | Clas.                   |
| 1                             | Filippo Zana                  | 8°                            | 11                     | Matej Mohorič          | 36°                    | 21                      | Giovanni Aleotti        | 1°                      |
| 2                             | Dylan Groenewegen             | 112°                          | 12                     | Nikias Arndt           | 74°                    | 22                      | Alexander Hajek         | 35°                     |
| 3                             | Alessandro De Marchi          | 63°                           | 13                     | Phil Bauhaus           | 92°                    | 23                      | Emil Herzog             | 66°                     |
| 4                             | Luka Mezgec                   | 58°                           | 14                     | Pello Bilbao           | 2°                     | 24                      | Filip Maciejuk          | 84°                     |
| 5                             | Kelland O'Brien               | 95°                           | 15                     | Nicolò Buratti         | 48°                    | 25                      | Patrick Gamper          | 69°                     |
| 6                             | Jesús David Peña              | 13°                           | 16                     | Matevž Govekar         | 103°                   | 26                      | Jonas Koch              | 61°                     |
| 7                             | Elmar Reinders                | 111°                          | 17                     | Edoardo Zambanini      | 11°                    | 27                      | Sam Welsford            | 125°                    |
| EF Education-EasyPost         | EF Education-EasyPost         | EF Education-EasyPost         | UAE Team Emirates      | UAE Team Emirates      | UAE Team Emirates      | Groupama-FDJ            | Groupama-FDJ            | Groupama-FDJ            |
| N°                            | Ciclista                      | Clas.                         | N°                     | Ciclista               | Clas.                  | N°                      | Ciclista                | Clas.                   |
| 31                            | Markel Beloki                 | 83°                           | 41                     | Anže Ravbar            | 86°                    | 51                      | Clément Davy            | 85°                     |
| 32                            | Ben Healy                     | 7°                            | 42                     | Alessandro Covi        | 55°                    | 52                      | Maxime Decomble         | 47°                     |
| 33                            | Mikkel Honoré                 | 46°                           | 43                     | Jonathan Guatibonza    | 120°                   | 53                      | Cyril Barthe            | 57°                     |
| 34                            | Jack Rootkin-Gray             | R 5ª                          | 44                     | Vegard S. Laengen      | 32°                    | 54                      | Enzo Paleni             | 70°                     |
| 35                            | Archie Ryan                   | 30°                           | 45                     | António Morgado        | 52°                    | 55                      | Paul Penhoët            | NP3ª                    |
| 36                            | Yuhi Todome                   | R 5ª                          | 46                     | Domen Novak            | 12°                    | 56                      | Brieuc Rolland          | 19°                     |
| 37                            | Jardi van der Lee             | 82°                           |                        |                        |                        | 57                      | Marc Sarreau            | NP2ª                    |
| Ineos Grenadiers              | Ineos Grenadiers              | Ineos Grenadiers              | TotalEnergies          | TotalEnergies          | TotalEnergies          | Bingoal WB              | Bingoal WB              | Bingoal WB              |
| N°                            | Ciclista                      | Clas.                         | N°                     | Ciclista               | Clas.                  | N°                      | Ciclista                | Clas.                   |
| 61                            | Tobias Foss                   | R 3ª                          | 71                     | Sandy Dujardin         | 79°                    | 81                      | Floris De Tier          | 18°                     |
| 62                            | Andrew August                 | 49°                           | 72                     | Mathieu Burgaudeau     | 60°                    | 82                      | Louis Blouwe            | 104°                    |
| 63                            | Jhonatan Narváez              | 20°                           | 73                     | Steff Cras             | 9°                     | 83                      | Johan Meens             | 37°                     |
| 64                            | Ben Swift                     | 68°                           | 74                     | Valentin Ferron        | 67°                    | 84                      | Dimitri Peyskens        | 89°                     |
| 65                            | Connor Swift                  | 59°                           | 75                     | Jordan Jegat           | 14°                    | 85                      | Marco Tizza             | 75°                     |
| 66                            | Elia Viviani                  | R 5ª                          | 76                     | Fabien Grellier        | 41°                    | 86                      | Lennert Teugels         | 31°                     |
| 67                            | Cameron Wurf                  | 107°                          | 77                     | Mattéo Vercher         | 73°                    | 87                      | Giacomo Villa           | 88°                     |
| Caja Rural-Seguros RGA        | Caja Rural-Seguros RGA        | Caja Rural-Seguros RGA        | Corratec Vini Fantini  | Corratec Vini Fantini  | Corratec Vini Fantini  | Q36.5 Pro Cycling Team  | Q36.5 Pro Cycling Team  | Q36.5 Pro Cycling Team  |
| N°                            | Ciclista                      | Clas.                         | N°                     | Ciclista               | Clas.                  | N°                      | Ciclista                | Clas.                   |
| 91                            | Orluis Aular                  | 23°                           | 101                    | Valerio Conti          | 51°                    | 111                     | Negasi Haylu Abreha     | 113°                    |
| 92                            | Fernando Barceló              | 27°                           | 102                    | Davide Baldaccini      | 99°                    | 112                     | James Whelan            | R 1ª                    |
| 93                            | Sebastian Berwick             | 56°                           | 103                    | Alessandro Monaco      | R 5ª                   | 113                     | Marcel Camprubi         | 44°                     |
| 94                            | David Gonzalez                | 97°                           | 104                    | Mark Padun             | R 1ª                   | 114                     | Fabio Christen          | 29°                     |
| 95                            | Joel Nicolau                  | 24°                           | 105                    | Lorenzo Quartucci      | 80°                    | 115                     | Matteo Moschetti        | 100°                    |
| 96                            | Eduard Prades                 | R 4ª                          | 106                    | Kristian Sbaragli      | 34°                    | 116                     | Szymon Sajnok           | 106°                    |
| 97                            | Guillermo T. Silva            | 33°                           | 107                    | Samuele Zambelli       | 124°                   |                         |                         |                         |
| VF Group-Bardiani CSF-Faizanè | VF Group-Bardiani CSF-Faizanè | VF Group-Bardiani CSF-Faizanè | Euskaltel-Euskadi      | Euskaltel-Euskadi      | Euskaltel-Euskadi      | Team Polti Kometa       | Team Polti Kometa       | Team Polti Kometa       |
| N°                            | Ciclista                      | Clas.                         | N°                     | Ciclista               | Clas.                  | N°                      | Ciclista                | Clas.                   |
| 121                           | Domenico Pozzovivo            | 4°                            | 131                    | Jon Aberasturi         | R 5ª                   | 141                     | Mattia Bais             | 78°                     |
| 122                           | Luca Covili                   | 16°                           | 132                    | Enekoitz Azparren      | R 5ª                   | 142                     | Paul Double             | 6°                      |
| 123                           | Filippo Fiorelli              | 62°                           | 133                    | Xabier Berasategi      | 22°                    | 143                     | Germán Darío Gómez      | 71°                     |
| 124                           | Martin Marcellusi             | 17°                           | 134                    | Mikel Bizkarra         | 15°                    | 144                     | Andrea Garosio          | 43°                     |
| 125                           | Giulio Pellizzari             | 3°                            | 135                    | Víctor de la Parte     | 28°                    | 145                     | Giovanni Lonardi        | 91°                     |
| 126                           | Alex Tolio                    | 38°                           | 136                    | Txomin Juaristi        | 50°                    | 146                     | Álex Martín             | 25°                     |
| 127                           | Alessandro Tonelli            | 40°                           | 137                    | Gotzon Martín          | 26°                    | 147                     | Davide Piganzoli        | R 3ª                    |
| Tudor Pro Cycling Team        | Tudor Pro Cycling Team        | Tudor Pro Cycling Team        | Uno-X Mobility         | Uno-X Mobility         | Uno-X Mobility         | Equipo Kern Pharma      | Equipo Kern Pharma      | Equipo Kern Pharma      |
| N°                            | Ciclista                      | Clas.                         | N°                     | Ciclista               | Clas.                  | N°                      | Ciclista                | Clas.                   |
| 151                           | Michael Storer                | NP2ª                          | 161                    | Alexander Kristoff     | 65°                    | 171                     | Urko Berrade            | NP2ª                    |
| 152                           | Alberto Dainese               | 64°                           | 162                    | Louis Bendixen         | 105°                   | 172                     | Marc Brustenga          | 116°                    |
| 153                           | Robin Froidevaux              | 90°                           | 163                    | Fredrik Dversnes       | 21°                    | 173                     | Pablo Castrillo         | 5°                      |
| 154                           | Jacob Eriksson                | 77°                           | 164                    | Tord Gudmestad         | R 2ª                   | 174                     | Jordi López             | R 5ª                    |
| 155                           | Lucas Eriksson                | NP5ª                          | 165                    | Anders Johannessen     | 96°                    | 175                     | Pau Miquel              | 45°                     |
| 156                           | Arthur Kluckers               | 98°                           | 166                    | Tobias Johannessen     | 10°                    | 176                     | Diego Uriarte           | 81°                     |
| 157                           | Simon Pellaud                 | 76°                           | 167                    | Johannes Kulset        | SQ3ª                   | 177                     | Antonio Jesús Soto      | 108°                    |
| Adria Mobil                   | Adria Mobil                   | Adria Mobil                   | Santic–Wibatech        | Santic–Wibatech        | Santic–Wibatech        | Pierre Baguette Cycling | Pierre Baguette Cycling | Pierre Baguette Cycling |
| N°                            | Ciclista                      | Clas.                         | N°                     | Ciclista               | Clas.                  | N°                      | Ciclista                | Clas.                   |
| 181                           | Marcel Skok                   | 119°                          | 191                    | Mario Gamper           | 109°                   | 201                     | Tomáš Novák             | R 2ª                    |
| 182                           | Tilen Finkšt                  | 72°                           | 192                    | Michał Paluta          | 39°                    | 202                     | Tomaš Kalojiros         | 128°                    |
| 183                           | Nicolas Gojković              | R 3ª                          | 193                    | Piotr Pekala           | 54°                    | 203                     | Andrej Liska            | 94°                     |
| 184                           | Barnabás Peák                 | 102°                          | 194                    | Bartłomiej Proć        | 117°                   | 204                     | Vilém Vostal            | R 3ª                    |
| 185                           | Anže Skok                     | 122°                          | 195                    | Michael Peter          | 131°                   | 205                     | Samuel Skladan          | 123°                    |
| 186                           | Jaka Špoljar                  | 132°                          | 196                    | Fabian Schormair       | 129°                   | 206                     | Martin Voltr            | 101°                    |
| 187                           | Aljaž Turk                    | 114°                          | 197                    | Szymon Tracz           | R 3ª                   | 207                     | Daniel Vysočan          | 42°                     |
| Sava Kranj Cycling            | Sava Kranj Cycling            | Sava Kranj Cycling            | Ljubljana Gusto Santic | Ljubljana Gusto Santic | Ljubljana Gusto Santic |                         |                         |                         |
| N°                            | Ciclista                      | Clas.                         | N°                     | Ciclista               | Clas.                  |                         |                         |                         |
| 211                           | Marcel Gladek                 | R 3ª                          | 221                    | James Derrick          | 130°                   |                         |                         |                         |
| 212                           | Nejc Komac                    | 110°                          | 222                    | Natan Gregorčič        | NP5ª                   |                         |                         |                         |
| 213                           | Jaka Marolt                   | 53°                           | 223                    | Dylan Hopkins          | 93°                    |                         |                         |                         |
| 214                           | Gašper Otoničar               | 133°                          | 224                    | Viktor Potočki         | 126°                   |                         |                         |                         |
| 215                           | Teo Pečnik                    | 115°                          | 225                    | Andy Sampson           | 121°                   |                         |                         |                         |
| 216                           | Grega Podlesnik               | R 2ª                          | 226                    | Mihael Štajnar         | 87°                    |                         |                         |                         |
| 217                           | Matic Žumer                   | 118°                          | 227                    | Ting Wei Li            | 127°                   |                         |                         |                         |